# Jardín Botánico de la Universidad de Camerino

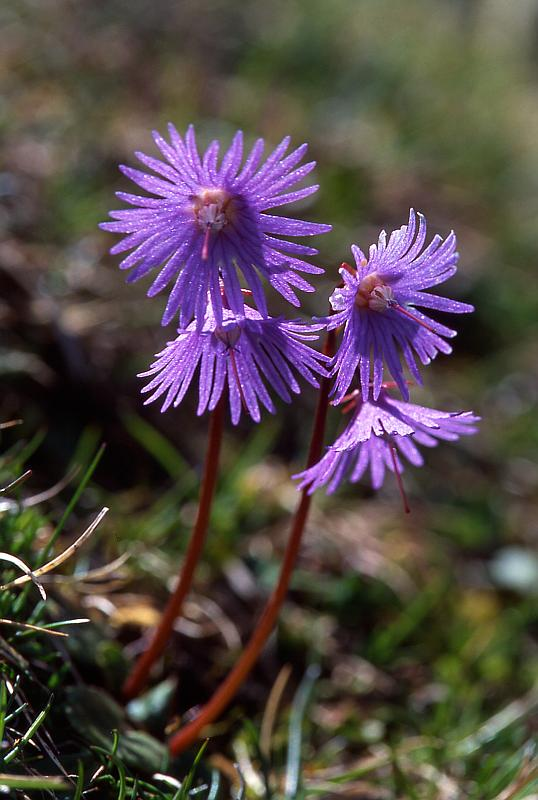
Flores de la Soldanella alpina especie que figura en las colecciones del jardín botánico.

El Jardín Botánico de la Universidad de Camerino (en italiano: Orto Botanico dell'Università di Camerino o también conocido como Orto botanico Carmela Cortini) es un jardín botánico de 1 hectárea de extensión, dependiente administrativamente de la Universidad de Camerino, en Camerino, Italia. Su código de reconocimiento internacional como institución botánica, así como las siglas de su herbario es CAME.

## Localización
Orto Botanico "Carmela Cortini" - Università di Camerino, Viale Oberdan Camerino, Provincia de Macerata, Marche 62032 Italia.43°7′54.55″N 13°3′49.79″E / 43.1318194, 13.0638306
- Altitud: 661 m s. n. m.

Está abierto todos los días del año en horario de la universidad.

## Historia
El jardín botánico fue creado en 1828 por Vincenzo Ottaviani, médico papal entre 1826 y 1841, profesor de botánica y  química. 

## Colecciones
El jardín botánico está dividido en dos partes principales, una zona llana con especies herbáceas y arbustos, y una ladera con numerosos árboles y helechos.
Actualmente entre las especies de árboles se incluyen los nativos Celtis australis, Fagus sylvatica, Ilex aquifolium, Pinus nigra subsp. laricio, Quercus cerris, Quercus ilex, Quercus petraea, Staphylea pinnata, y Taxus baccata, además las especies exóticas Ginkgo biloba, Gleditschia triacanthos, Liriodendron tulipifera, Parrotia persica, y Sequoiadendron giganteum. Entre los helechos indígenas se incluyen Asplenium onopteris, Athyrium filix-femina, Phyllitis scolopendrium, Polypodium cambricum, Polypodium vulgare, Polystichum lonchitis, Polystichum aculeatum, y Polystichum setiferum.
Otros especímenes incluyen Aceras anthropophorum, Achillea barrelieri, Achillea oxyloba, Aquilegia magellensis, Arctostaphylos uva-ursi, Aubrieta columnae, Biarum tenuifolium, Centaurea scannensis, Centaurea tenoreana, Cistus creticus, Cistus monspeliensis, Cistus salviifolius,  Cymbalaria pallida, Drypis spinosa, Edraianthus graminifolius, Ferula glauca, Festuca dimorpha, Gagea granatelli, Galium magellense, Leontopodium alpinum, Ophrys carbonifera, Ophrys sphegodes, Orchis morio, Orchis pauciflora, Ranunculus magellensis, Romulea bulbocodium, Romulea columnae, Saponaria bellidifolia, Saxifraga porophylla, Sideritis italica, Soldanella alpina, Soldanella minima, y Viola eugeniae.
El jardín botánico alberga dos invernaderos con especies tropicales y subtropicales, con suculentas y epífitas incluyendo Begonia, Orchidaceae, y Tillandsia, además Cinnamomum camphora, Kalanchoe beharensis, Nepenthes phyllamphora, Piper nigrum, Stanhopea tigrina, etc.